# Język nowogrecki
Język nowogrecki, język grecki nowożytny, greka nowożytna, demotyk(a) (η Ελληνική γλώσσα, i Ellinikí glóssa; τα Ελληνικά, ta Elliniká) – język indoeuropejski używany współcześnie w Grecji (ok. 11 mln mówiących) i na Cyprze (ok. 750 tys.). Jest on jednocześnie językiem urzędowym tych państw (na Cyprze obok tureckiego).
Określenie „język nowogrecki” zamiast bardziej ogólnego „język grecki” używane jest dla podkreślenia różnicy między starożytnym językiem greckim a językiem greckim współczesnym.

## Powstanie współczesnego języka literackiego
Język nowogrecki jest spadkobiercą języka starogreckiego, mającego bardzo długą i niezmiernie bogatą tradycję piśmienniczą. Jednocześnie Grecja przez blisko 400 lat pozostawała w granicach Imperium Osmańskiego i wpływu języka osmańskiego. Oba te fakty po odzyskaniu przez Grecję niepodległości w 1830 stały się przeszkodą w powstaniu współczesnego, nowoczesnego greckiego języka literackiego. W okresie ożywionych sporów o kształt języka literackiego (wiek XIX i praktycznie cały wiek XX) zmagały się ze sobą dwie główne szkoły forsujące własny pogląd na kształt oficjalnego greckiego języka literackiego.
Pierwsza z nich, dowodząc bogactwa języka klasycznego, pragnęła oprzeć język literacki na starogreckich formach i normach, także ortograficznych, argumentując, iż nie można wyprzeć się dziedzictwa niemal trzydziestu wieków istnienia języka. Tak powstał zaproponowany przez tę szkołę język katharewusa – język oczyszczony (z naleciałości).
Przedstawiciele drugiej szkoły wychodzili z założenia, że nie można zmuszać współczesnych użytkowników języka do używania sztucznie stworzonych form i postulowali oparcie języka literackiego na współczesnych, żywych dialektach greckich, odziedziczonych po grece średniowiecznej (zob. niżej) wraz z bogactwem ich leksyki (również tej zapożyczonej z innych języków). Popierany przez tę szkołę język nazwano dhimotikí (gr. δημοτική), tj. język ludu, demotyk.
Spór między dwiema szkołami przygasł dopiero w 1976, gdy zadekretowano prawnie oparcie języka literackiego na żywym języku (demotyku). Zwycięstwo języka potocznego jest jednak częściowe: do dziś w powszechnym użyciu jest bardzo wiele skostniałych, archaicznych form wyrazowych czy nawet całych frazeologizmów, przejętych z greki klasycznej za pośrednictwem katharewusy. Współczesny standard literacki jest przez to wielowarstwowy, funkcjonują w nim zarówno dawne starogreckie rdzenie wyrazowe, jak i nowsze – zapożyczone. Przykładowo sklep rybny nazywa się po grecku ιχθυοπωλείο (ichthiopolío) od starogreckiego ἰχθύς (ichthýs) – ryba i πωλέω (poléo; w dialekcie attyckim πωλῶ – poló) – sprzedaję, zaś ryba nazywa się współcześnie ψάρι (psári). Nieco więcej katharewusy zachowano na Cyprze. Przykładowo Ministerstwo Porządku Publicznego nazywa się tam Ypurgio Dimosias Takseos (Τάξεως -  takseos to forma katharewusy. W Grecji zaś nazwa ta brzmi Ypurgio Dimosias Taksis.

## Zróżnicowanie dialektalne języka nowogreckiego

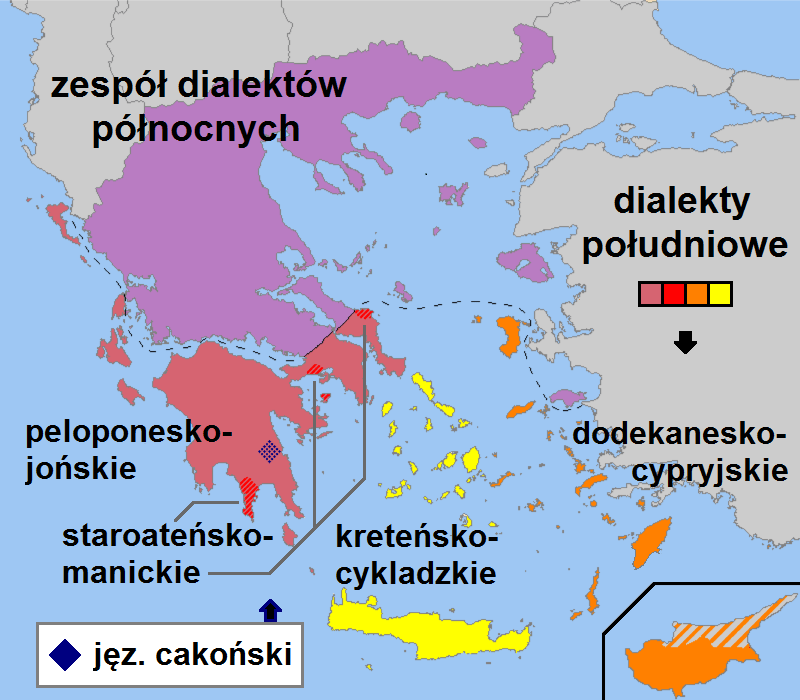
Współczesne dialekty Grecji i Cypru

Oprócz standardu literackiego we współczesnym języku nowogreckim wyróżnić można szereg dialektów, w dużym stopniu wzajemnie zrozumiałych. Rozpadają się one na dwa główne zespoły:
- Zespół południowy rozpada się na cztery grupy:
  1. dialekty staroateńskie (Megary, Eginy, Kimi) i dialekty półwyspu Mani
  2. dialekty Peloponezu (oprócz Mani), Wysp Jońskich i Epiru Północnego
  3. dialekty Cyklad i Krety
  4. dialekty Dodekanezu i Cypru (zob. dialekt cypryjski).
- Zespół północny: dialekty Rumelii, Epiru, Tesalii, Macedonii i Tracji

Wszystkie powyższe dialekty wywodzą się z greki bizantyjskiej. Oprócz tego do wariantów języka nowogreckiego zalicza się często również języki kapadocki, pontyjski, cakoński i griko. Nie jest to jednak uzasadnione z punktu widzenia językoznawstwa historycznego, ponieważ języki te mają odmienną historię od właściwego języka nowogreckiego.

## Innowacje i cechy charakterystyczne
Rozróżnienie pomiędzy językiem starogreckim a współczesnym nowogreckim jest bardzo ważne. Greka starożytna to język o bogatej fleksji i bogatym systemie czasowym, natomiast w języku nowogreckim doszło do znacznych zmian gramatycznych i fonetycznych. Ponadto w języku nowogreckim występuje bardzo wiele słów tureckich, sporo jest także pożyczek z języków zachodnich (francuskiego, angielskiego, niemieckiego) oraz (głównie w dialektach północnych) pewna liczba zapożyczeń z języków słowiańskich. Z drugiej strony język nowogrecki zachował też wiele wyrazów, których znaczenie i wymowa niemal nie zmieniły się od tysiącleci. Posiada też szereg neologizmów, opartych na rodzimych rdzeniach słowotwórczych mimo istnienia wspólnych, międzynarodowych terminów w innych językach europejskich, np. ξενοδοχείο (ksenodochío) – hotel, λεωφορείο (leoforío) – autobus, θερμίδα (thermída) – kaloria.

### Liga bałkańska
Typologicznie język nowogrecki bywa często zaliczany do bałkańskiej ligi językowej, ze względu na obecność pewnych charakterystycznych cech, występujących także w innych językach ligi. Najbardziej charakterystyczne z nich to:
- zanik bezokolicznika – konstrukcje z czasownikami modalnymi tworzy się za pomocą specjalnej partykuły να (na) i osobowej formy czasownika głównego (por. bułg. да i analogiczne konstrukcje w innych językach ligi). W słownikach tradycyjnie za formę podstawową uważa się pierwszą osobę czasu teraźniejszego liczby pojedynczej,
- tworzenie czasu przyszłego za pomocą partykuły θα (thá), wywodzącej się od czasownika θέλω (thélo) o znaczeniu chcieć i czasownika w czasie teraźniejszym lub w aoryście (por. użycie bułg. ще, alb. do lub rum. czasownika a voi).

### Gramatyka
W porównaniu z greką klasyczną język nowogrecki znacznie uprościł system gramatyczny. Rzeczowniki odmieniają się współcześnie tylko przez cztery przypadki: mianownik, dopełniacz, biernik i wołacz (celownik wyszedł z użycia już w okresie średniogreckim, zastąpiony najczęściej dopełniaczem lub konstrukcją przyimka σε z biernikiem; wołacz utrzymuje się szczątkowo, przede wszystkim w rzeczownikach i przymiotnikach rodzaju męskiego, zwykle jednak równy jest formie mianownika). Pozostałe przypadki oddaje się za pomocą odpowiednich przyimków. Z drugiej strony język nowogrecki wykształcił rodzajnik nieokreślony, którego brakło w grece klasycznej. Zmniejszyła się też liczba deklinacji, a poszczególne wzorce odmiany uległy zmianom i znacznemu uproszczeniu. Główne innowacje w tym zakresie:
- końcówka -ς (-s) wskazuje zawsze albo mianownik rodzaju męskiego (wyjątkowo rodzaju nijakiego, np. το έτος, lub żeńskiego, np. η μέθοδος) albo dopełniacz rodzaju żeńskiego przy wspólnym mianowniku liczby mnogiej z końcówką -ες (-es).
- zanik skróconej formy mianownika rzeczowników rodzaju żeńskiego deklinacji III, np. gr. klas. ἡ Ἑλλάς : τῆς Ἑλλάδος → nowogr. η Ελλάδα : της Ελλάδος (Grecja : Grecji); gr. klas. ἡ γλαῦξ : τῆς γλαυκός → nowogr. η γλαύκα : της γλαύκας (sowa : [tej] sowy). Analogicznej zmianie uległa odmiana dwutematycznego w grece klasycznej rzeczownika ἡ γυνή : τῆς γυναικός, obecnie posiada on już tylko jeden temat i odmienia się według wzorca η γυναίκα : της γυναίκας (kobieta : [tej] kobiety).
- przejście wielu wyrazów deklinacji III do deklinacji I lub II, np. gr. klas. ἡ μήτηρ : τὴν μητέρα → nowogr. η μητέρα : τη μητέρα (matka : matkę); gr. klas. ὁ πατήρ : τὸν πατέρα → nowogr. ο πατέρας : τον πατέρα (ojciec : ojca /biernik/)
- zmiana odmiany w liczbie pojedynczej rzeczowników o tematach zakończonych na -ί-, -ύ- na regularny wzorzec deklinacji I z końcówką -η-, np. ἡ πόλις : τῆς πόλεως : τὴν πόλιν → nowogr. η πόλη : της πόλης : την πόλη (miasto : miasta /dopełniacz/ : miasto /biernik/). Liczba mnoga tych wyrazów – po uwzględnieniu zmian wymowy (zob. niżej) – pozostała bez zmian. W katharewusie wyrazy te zachowują archaiczne formy również w mianowniku i dopełniaczu liczby pojedynczej. Wyrazy tej grupy nazywane są archéoklita (αρχαίοκλιτα).

Analogicznie do zmian w odmianie rzeczownika uprościła się deklinacja przymiotników.
Dużemu zubożeniu uległ też system odmiany czasownika. Współcześnie występują już bowiem tylko trzy tryby: oznajmujący, łączący i rozkazujący (zniknął starożytny optativus). Istnieją trzy aspekty: imperfectum, perfectum i aoryst i trzy czasy – teraźniejszy, przyszły i przeszły (szczątkowo także czas zaprzeszły). Rozwinięciu uległa opozycja czasu teraźniejszego imperfectum i aorystu – oznaczających w grece nowożytnej odpowiednio czynność ciągłą i momentalną. Formy dawnej strony medialnej i biernej zastąpione zostały jedną stroną bierno-zwrotną. Starogreckie formy czasownika perfectum, plusquamperfectum zastąpione zostały formami opisowymi z czasownikiem posiłkowym έχω. Formy futurum zastąpiono opisowymi konstrukcjami z θα.
Czasowniki odmieniają się według jednej z dwóch koniugacji. Zarówno w odmianie rzeczownika, jak i czasownika znikła starożytna liczba podwójna.

### Wymowa
W stosunku do greki klasycznej znacznym zmianom uległa też wymowa. Zniknął dawny akcent prozodyczny zastąpiony dynamicznym. Zniknęły też dawne przydechy. Doszło również do regularnych zmian niektórych głosek oraz zanikły dyftongi. We współczesnej grece nie istnieje już też iloczas.

#### Zmiany w wymowie głosek
Zmianom uległy następujące głoski:
- dawne [b] zapisywane literą Β, β wymawia się jako [v], np. Βοιωτία (Beocja), wymawiane w grece klasycznej jako [boɪɔːˈtia], obecnie [vioˈtia]. Rzadki we współczesnej grece dźwięk [b] zapisuje się dwuznakiem μπ. Głoska [b] występuje w większości w wyrazach obcego pochodzenia. Wewnątrz i na końcu wyrazu realizowana jest najczęściej jako [mb]. Przykłady: Μπέλφαστ = Belfast, ναϊτ κλάμπ [nait ˈkla(m)b] night club (klub nocny).

- dawne [d] zapisywane literą Δ, δ wymawia się jako [ð] (jak th w ang. that), np. δημοκρατία (demokracja) wymawiane w grece klasycznej jako [dɛːmokraˈtia], obecnie jako [ðimokraˈtia]. Rzadki w języku nowogreckim dźwięk [d] zapisuje się dwuznakiem ντ, realizowanym w nagłosie najczęściej jako [d], w pozostałych pozycjach najczęściej jako [nd], tak w wyrazach rodzimych, jak i zapożyczonych, a więcː κέντρο [ˈcendro] (centrum), Ντόρτμουντ [ˈdortmunt] (Dortmund). Dźwięk [d] powstaje też w wyniku udźwięcznienia nagłosowej głoski [t] po [n] kończącym wyraz poprzedzający, np. στον τόπο [ston ˈdopo] w miejscu (zob. niżej).

- dawne [g] zapisywane literą Γ, γ wymawia się jako [ɣ] (h dźwięczne), a przed [i] oraz [e] jak [ʝ] (zbliżone do polskiego j), a więc γεωγραφία (geografia) wymawia się dziś [ʝeoɣraˈfia]. Rzadki współcześnie dźwięk [g] oddawany jest dwuznakiem γκ, realizowanym w nagłosie najczęściej jako [g], w pozostałych pozycjach jako [ng], a więc: Πωλ Γκωγκέν [pol go(n)ˈgen] (Paul Gauguin). Dźwięk [g] powstaje też w wyniku udźwięcznienia nagłosowej głoski [k] po [n] kończącym wyraz poprzedzający (zob. niżej).

- dawne ɛː („e” długie) zapisywane literą Η, η wymawia się jako [i], więc δημοκρατία [ðimokraˈtia]; dźwięk „e” oddawany jest za pomocą litery Ε, ε, oznaczającej w starożytności [e] krótkie, stąd γέννηση [ˈʝenisi] (narodziny, poród, por. pol. geneza). Jako [e] wymawia dziś również dyftong αι (zob. niżej).

#### Monoftongizacja
Zmiany wymowy dyftongów w języku greckim rozpoczęły się już w starożytności. W języku nowogreckim dyftongi te uległy już całkowitej monoftongizacji.
- dawne dyftongi [eu], [au] - zapisywane Ευ, ευ i Αυ, αυ - wymawia się dziś odpowiednio [ev] i [av] przed spółgłoską dźwięczną i samogłoską oraz [ef] i [af] w pozostałych położeniach. Tak więc Ευρώπη (Europa), czytane w starożytności jako [eʊˈrɔːpɛː], dziś wymawia się [evˈropi].

- dawny dyftong [ai], zapisywany Αι, αι wymawia się w języku nowogreckim jak [e], a więc dawne τῆς γυναῖкας („tej kobiety”), zapisywane obecnie jako της γυναίκας wymawia się [tiz ʝiˈnekas].

- dawne dyftongi [oi], [ei] - zapisywane Οι, οι i Ει, ει - wymawia się dziś jako [i], na przykład: δήμοι (gminy – zob. demos), wymawiane dawniej jako [ˈdɛːmoɪ], w języku nowogreckim wymawia się jako [ˈðimi].

W zapisie języka nowogreckiego dwie kropki nad jotą i ypsilonem – Ϊ, ϊ, Ϋ, ϋ oznaczają, że wspomniane wyżej połączenia głosek należy wymawiać oddzielnie, a więc na przykład Ρωμαϊκός (rzymski) wymawia się [romaiˈkos]. Innym sposobem oznaczenia utrzymujących się jeszcze w niektórych wyrazach dyftongów jest znak akcentu nad pierwszą samogłoską (w dyftongach historycznych oznacza się drugi człon), np. πλάι [plai] (obok).

#### Afereza i apokopa
W języku nowogreckim występuje często zjawisko tzw. aferezy – zaniku samogłoski początkowej wyrazu po wyrazie zakończonym na samogłoskę, np. μου΄ φερε zamiast μου έφερε (przyniósł mi). Analogicznym zjawiskiem jest apokopa, czyli zanik samogłoski wygłosowej przed wyrazem z samogłoską w nagłosie, np. θ΄ ακούσει zamiast θα ακούσει (usłyszy).

#### Udźwięcznienie
W języku nowogreckim częste jest zjawisko udźwięczniania spółgłosek bezdźwięcznych w otoczeniu spółgłosek dźwięcznych. Udźwięcznieniu ulegają:
- nagłosowe spółgłoski [k], [t] oraz zbitki [ks], [ts] po [n] w wygłosie wyrazu poprzedzającego, np. τον ξέρω [ton ˈgzero] (znam go), στον τόπο [ston ˈdopo] w miejscu i inne. Sama wygłosowa spółgłoska [n] ulega w takich przypadkach osłabieniu,
- nagłosowa spółgłoska [p] oraz zbitka [ps] po [n] w wygłosie wyrazu poprzedzającego, np. στην ψυχή [stim bziˈçi] (w duszy). Sama wygłosowa spółgłoska [n] zmienia się w takich przypadkach w osłabione [m],
- głoska [s] przed spółgłoskami dźwięcznymi [v], [γ], [ð], [z], [m], [n], [r], np. της μέρας [tiz ˈmeras] (dnia). Udźwięcznieniu uległo też w takim położeniu historyczne [s] wewnątrz wyrazu, np. κόσμος [ˈkozmos] (świat).